# 1189
Cette page concerne l'année 1189  du calendrier julien.
L'année 1189 est une année commune qui commence un dimanche.

## Événements
- 13 janvier : rupture de la trêve entre Henri II Plantagenêt et Philippe Auguste ; le roi de France et Richard Cœur de Lion envahissent ses domaines continentaux[1].
- 20 janvier : mort de Shizong . Début du règne de Zhangzong, empereur Djürchet des Jin (fin en 1208)[2].

- 11 mai : l’empereur Frédéric Barberousse quitte Ratisbonne pour la troisième croisade[3]. Il prend la route avec 100 000 hommes, selon certains chroniqueurs, et au moins 20 000 chevaliers.
- 15 mai : des Frisons, des Danois et des Norvégiens qui participent à la troisième croisade se rassemblent à Sandwich, en Angleterre ; ils arrivent à Lisbonne le 1er juin, participent à la prise d’Alvor, puis débarquent devant Acre assiégée le 10 septembre[4].

- 4-9 juin : nouvelle entrevue d’Henri II et de Philippe Auguste à La Ferté-Bernard, à l’initiative du nouveau légat du pape Jean d’Anagni. Le roi de France exige le mariage de Richard avec sa sœur Adèle de France, séquestrée par Henri II, que Richard soit couronné roi d’Angleterre et que son frère Jean participe à la croisade. Henri II refuse les propositions avec le soutien du légat. Les hostilités reprennent[1].
- 12 juin : Philippe Auguste et Richard prennent Le Mans où s’est retiré Henri II, qui après avoir incendié la ville, se réfugie à Saumur avec 700 chevaliers[1].
- 15 juin : au Japon, Minamoto no Yoshitsune meurt à la bataille de Koromogawa[5].
- 28 juin : 
  - l’armée de Frédéric Barberousse atteint l’Empire byzantin[6]. Malgré les négociations préalables, il se heurte au basileus qui refuse le passage de la croisade. Isaac II Ange s’allie à Saladin contre qui la croisade est dirigée.
  - mort de Mathilde d’Angleterre à Brunswick. Son époux Henri le Lion, exilé en Angleterre, prend ce prétexte pour débarquer en Saxe. Il tente en vain de reprendre ses duchés après le départ de l’empereur (1189-1190)[7].

- Juin : 

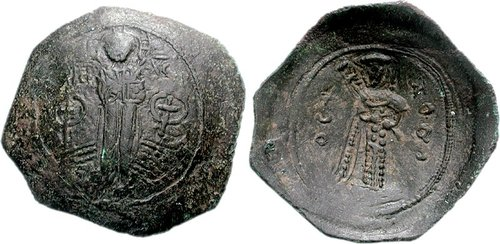
Monnaie de Théodore Mancaphas.

  - l’empereur byzantin Isaac II Ange assiège Philadelphie où Théodore Mancaphas s’est proclamé empereur et frappe monnaie ; l’arrivée des croisés l’oblige à négocier après quelques jours ; Théodore renonce au titre impérial, lui remet des otages, mais garde le contrôle de la ville comme gouverneur[8].
  - Venise obtient de nouveaux avantages commerciaux de Byzance qui lui accorde les établissements concédés aux Français et aux Allemands[9].
- 3 juillet : les troupes de Philippe Auguste prennent Tours d’assaut ; peu de temps après Raoul de Fougères livre une grande partie de la Bretagne au roi de France, suivi par les seigneurs poitevins[1].
- 4 juillet : traité de la Colombière. Le roi d’Angleterre Henri II Plantagenêt, malade, est contraint de conclure la paix à Azay-le-Rideau. Il rend hommage-lige au roi de France et reconnaît son fils Richard comme seul héritier. Il accepte qu’Adèle de France soit donnée en garde à cinq personnes au choix de Richard pour qu’il l’épouse à son retour de croisade ; en contrepartie, Philippe Auguste lui rend le Berry, pour le prix de 20 000 marcs d’argent[1]. Prisonnier, il meurt à Chinon le 6 juillet[10].

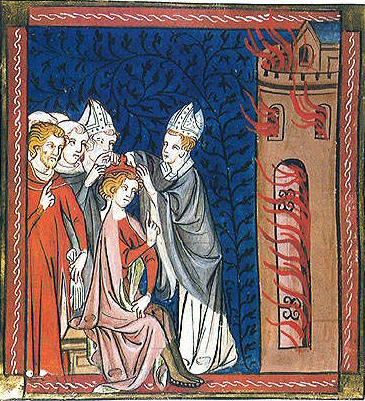
Sacre de Richard cœur de Lion

- 20 juillet : Richard est sacré duc de Normandie à Rouen[10].

- 24 août : Frédéric Barberousse prend Philippopolis, désertée par ses habitants [11].
- 27 août : Guy de Lusignan, reniant sa parole, commence le siège d’Acre[12] avec l’aide de contingents danois, frisons, saxons et de chevaliers flamands, français et anglais.

- 3 septembre : couronnement de Richard cœur de Lion, roi d’Angleterre à Westminster (fin de règne en 1199)[10]. La délégation des Juifs de Londres est empêchée de participer à la cérémonie du sacre. Elle est attaquée par la foule[13]. Des Juifs sont massacrés à Londres, à Lincoln et à Stamford[14].
- 8 septembre : Silves, capitale de l’Algarve, est prise par Sanche Ier de Portugal, avec l’aide d’une flotte de croisés anglais[15].

- Octobre, Alep : Saladin apprend l’arrivée près de Constantinople de l’empereur d’Allemagne Frédéric Barberousse, avec de 200 à 260 000 hommes. Saladin appelle tous les musulmans au jihad[3].

- 16 novembre[16] : mort du roi normand de Sicile Guillaume II sans héritier mâle. Henri, fils de l’empereur hérite du royaume normand de Sicile par son mariage avec Constance de Hauteville, en compétition avec Tancrède de Lecce.
- 22 novembre : Frédéric Barberousse prend Andrinople et marche sur Constantinople mais recule au dernier moment. Sous la pression, Isaac II Ange doit signer la paix et assurer le passage de l’armée en Asie[6] (14 février 1190[17]).

- 5 décembre : Quitclaim of Canterbury. Abrogation du traité de Falaise. Pour financer sa croisade, Richard cœur de Lion revend sa suzeraineté et les forteresses de Roxburgh et de Berwick pour 10 000 marcs d’or au roi d’Écosse Guillaume le Lion[18].
- 11 décembre : Richard cœur de Lion quitte l’Angleterre[10]
- 30 décembre : traité de paix de Nonancourt entre Philippe Auguste et Richard cœur de Lion[19] ; le roi de France garde ses conquêtes en Berry (Graçay, Issoudun) et la suzeraineté sur l’Auvergne. Il remet le Maine et Tours au roi d’Angleterre[20].

- Début du règne de Lalibela, roi d’Éthiopie (fin en 1212 ou 1229)[21].

- Traité entre les négociants allemands et gutniques de Visby avec le prince de Novgorod Iaroslav[22].
- Philippe d’Alsace confirme la Charte de commune de Bruges[23].